# Stała Boltzmanna
Stała Boltzmanna – stała fizyczna o wartości 1,380649×10−23 J/K, pojawiająca się w równaniach określających rozkłady energii cząsteczek. Oznaczana jest symbolem {\displaystyle k} lub {\displaystyle k_{B}} i związana jest równaniem:
{\displaystyle k_{\mathrm {B} }={\frac {R}{N_{A}}}}
ze stałą gazową {\displaystyle R} i liczbą Avogadra {\displaystyle N_{A}.}
Korzystając z prac Ludwiga Boltzmanna, Max Planck podał fundamentalną dla termodynamiki statystycznej zależność entropii {\displaystyle S} od prawdopodobieństwa termodynamicznego {\displaystyle W}:
{\displaystyle S=k_{B}\,\ln W}

## Wartość stałej po redefinicji jednostki SI
Po redefinicji jednostek SI, od 20 maja 2019 jej wartość wyrażona w dżulach [J] na kelwin (K) wynosi dokładnie:
{\displaystyle k_{\mathrm {B} }=1{,}380649\cdot 10^{-23}\,\mathrm {\frac {J}{K}} .}
W innych popularnych jednostkach stała Boltzmanna wynosi
{\displaystyle k_{\mathrm {B} }=8{,}617333262\ldots \cdot 10^{-5}\,\mathrm {\frac {eV}{K}} ,}
{\displaystyle {\frac {k_{\mathrm {B} }}{h}}=2{,}083661912\ldots \cdot 10^{10}\,\mathrm {\frac {Hz}{K}} ,} gdzie {\displaystyle h} jest stałą Plancka.
Wartości te określone są dokładnie, jednak nie można ich wyrazić ułamkiem dziesiętnym o skończonym rozwinięciu.

## Stała Boltzmanna w fizyce klasycznej
W ramach fizyki klasycznej (tj. bez uwzględnienia efektów kwantowych) stała Boltzmanna jest czynnikiem proporcjonalności między średnią energią kinetyczną {\displaystyle \langle E_{k}\rangle } przypadającą na pojedynczą cząsteczkę o {\displaystyle f} stopniach swobody a temperaturą bezwzględną {\displaystyle T}
{\displaystyle \langle E_{k}\rangle ={\frac {f}{2}}k_{\mathrm {B} }T.}
Nazwa stałej {\displaystyle k_{B}} upamiętnia austriackiego fizyka Ludwiga E. Boltzmanna, który wprowadził ją w XIX wieku w ramach badań nad kinetyczną teorią gazów.